# Juazeiro do Piauí
Juazeiro do Piauí är en kommun i Brasilien.   Den ligger i delstaten Piauí, i den östra delen av landet, 1 400 km nordost om huvudstaden Brasília. Antalet invånare är 4 757.
Omgivningarna runt Juazeiro do Piauí är huvudsakligen savann. Runt Juazeiro do Piauí är det mycket glesbefolkat, med 2 invånare per kvadratkilometer.